# Digex Cargo

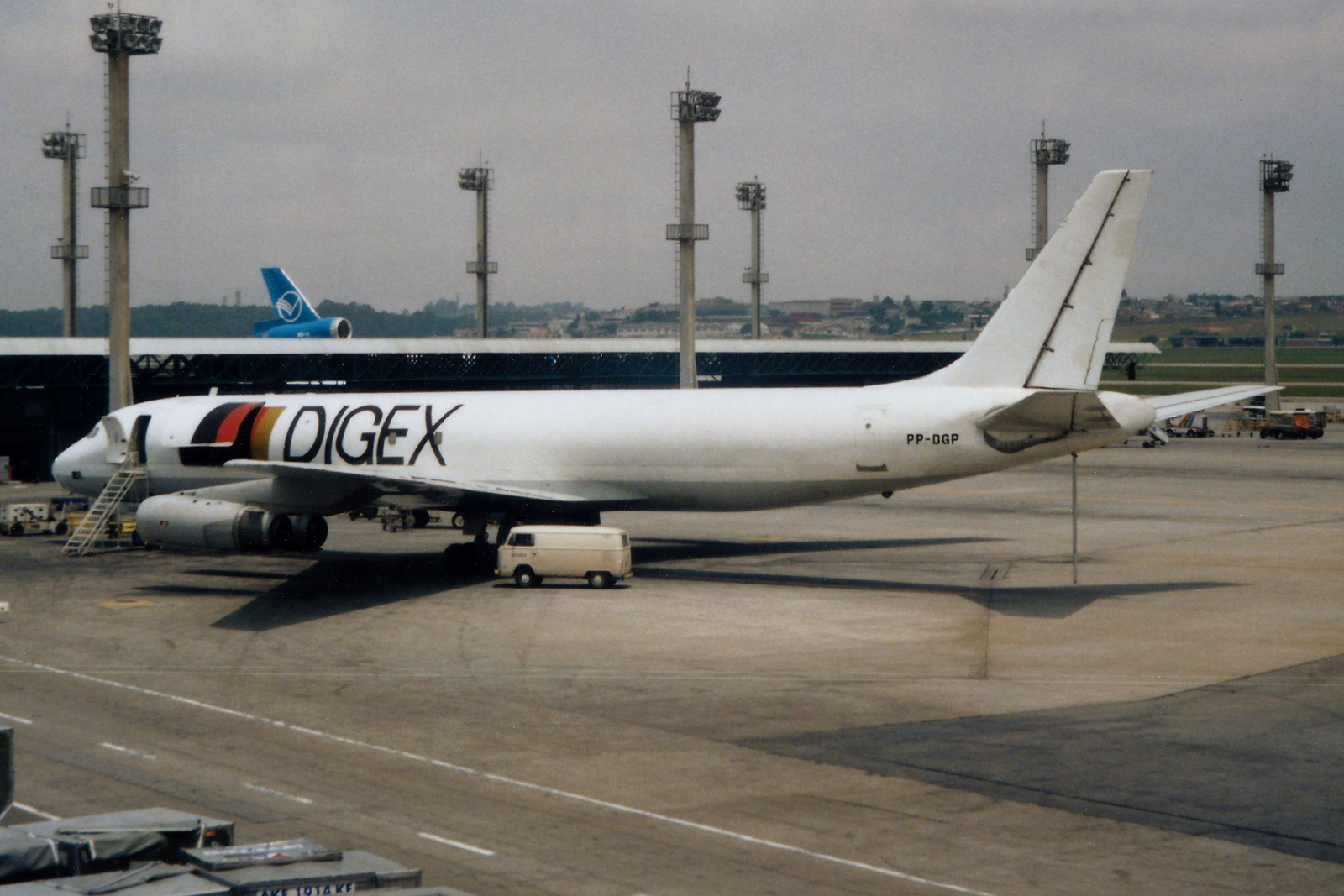
Douglas DC-8-62(F) PP-DGP

A Digex Cargo foi uma empresa aérea de transporte de cargas fundada pelo Grupo Di Gregório em outubro de 1990. A empresa iniciou suas operações com duas aeronaves, um Boeing 727-44CF e um Douglas DC-8 62, esse por sua vez adicionado posteriormente à frota para melhor atender a demanda de cargas, dado a participação de 13% da empresa no mercado doméstico de carga em 1996.
Em 1997, a Digex iniciou suas operações para Córdoba na Argentina, primeiro e único destino internacional. Também em 97, a companhia deixou de ser uma empresa de transporte de cargas, se transformando em um centro de manutenção de aeronaves. Batizada como Digex Aircraft Maintenance, a empresa foi adquirida em 2010 pelo Synergy Group  , mantendo desde então o nome de Digex MRO.

## Estrutura física
As instalações são compostas:
• Dois hangares (2.500 m² cada)
• Salas para clientes e Pilotos (76m²)
• Almoxarifado de materiais e ferramentas (525m²)
• Oficinas de apoio (416m²): Materiais Compostos, Pintura, Chapeamento, Interiores, Aviônica, NDT, Usinagem e Limpeza técnica
• Escritórios (298m²): Administrativo, Compras, Engenharia, Qualidade, Planejamento e TI
Os hangares comportam 16 aeronaves executivas, 4 aeronaves B737- 200/300/400/500, 4 C-130, 2 B727-200, 2 B757-200, 4 A318/319/320 ou combinações destes modelos.

## Frota
| Aeronave         | Total | Ano de Utilização |
| ---------------- | ----- | ----------------- |
| Boeing 727-44CF  | 1     | 1990-1997         |
| Douglas DC-8-62F | 1     | 1995-1997         |